# ユトランド沖海戦
ユトランド沖海戦（ユトランドおきかいせん、英語: Battle of Jutland、ドイツ語: Schlacht von Jütland、デンマーク語: Søslaget ved Jylland）は、第一次世界大戦中デンマークのユトランド半島（ジャトランド半島）沖で1916年5月31日から6月1日にかけて戦われた、イギリス海軍とドイツ海軍との海戦。同大戦中最大の海戦であり、唯一の主力艦隊同士による決戦であった。結果として、大艦巨砲主義をより強めさせたが、海戦後には無制限潜水艦戦が本格的に導入された。
ジャットランド海戦、スカゲラックの戦い（英語: Battle of the Skagerrak、ドイツ語: Skagerrakschlacht、デンマーク語: Søslaget om Skagerrak）とも呼ばれる。

## 概要
この海戦では、1916年5月31日から6月1日にかけて、ユトランド半島沖の北海でドイツ海軍の大洋艦隊（Hochseeflotte）（司令長官：ラインハルト・シェア中将）とイギリス海軍のグランドフリート（Grand Fleet）（司令長官：ジョン・ジェリコー大将）が戦った。

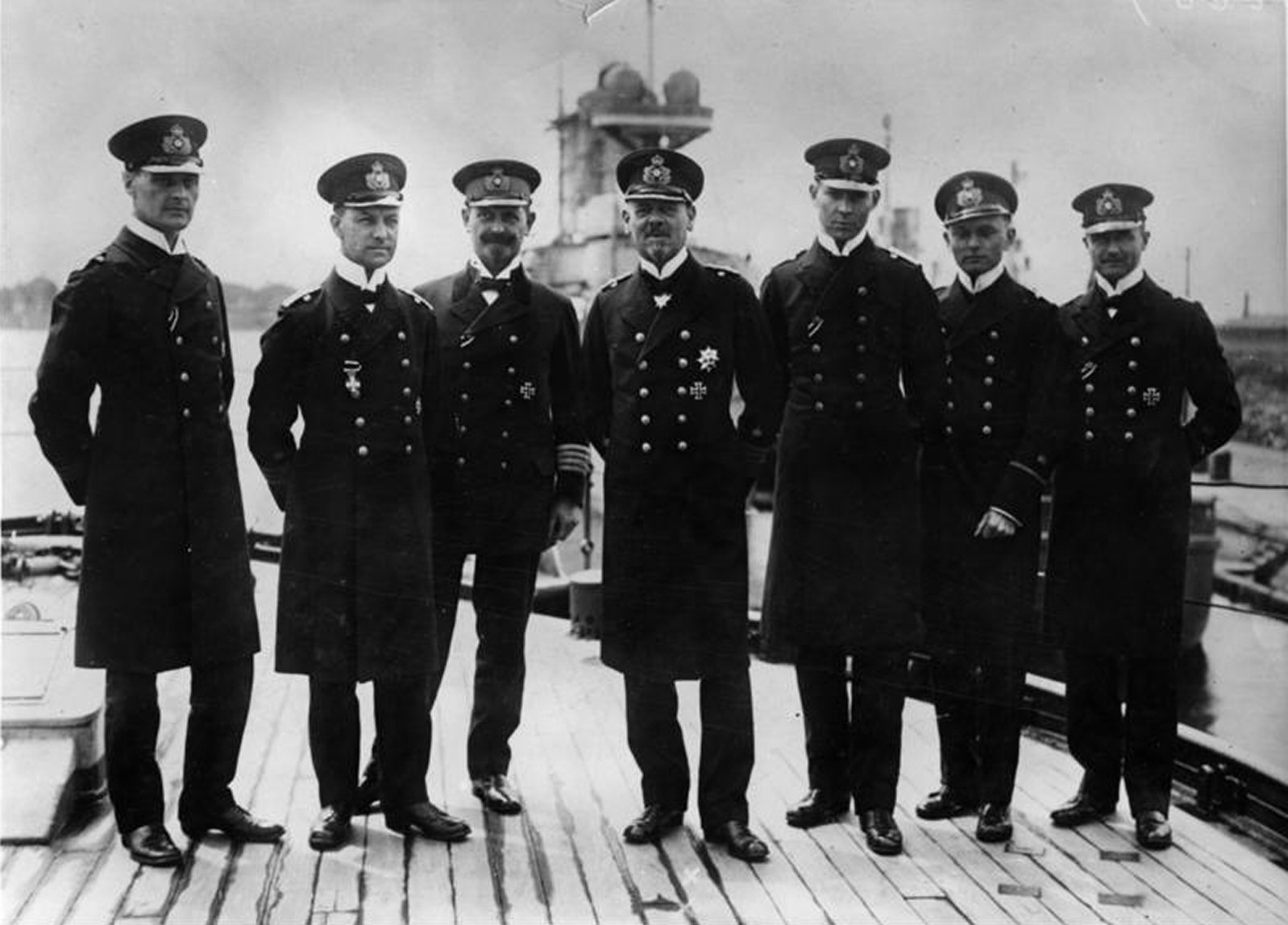
フランツ・フォン・ヒッパー率いる巡洋戦艦隊の指揮官

ドイツ海軍の作戦は、イギリス海軍との全面的な艦隊決戦は避け、誘導・分離した敵部隊を撃滅する方針だった。フランツ・フォン・ヒッパー中将が指揮する偵察部隊（巡洋戦艦5隻が基幹）が、イギリスのデヴィッド・ビーティー中将指揮下の巡洋戦艦部隊（巡洋戦艦6隻、高速戦艦4隻が基幹）をドイツ艦隊本隊（大洋艦隊）の進路へと誘導し、撃滅する計画だった。これにより、北海でのドイツ海軍偵察部隊の以後の行動の自由を確保する意図だった。5月30日朝、ドイツ海軍は出撃を始めた。
イギリスは、通信傍受によって敵艦隊の作戦行動を迅速につかみ、ジェリコーとビーティーの艦隊・部隊は行動を開始した。ビーティーとヒッパーの両国巡洋戦艦隊は各々の本隊より先行し5月31日の午後に遭遇し戦闘を開始した。南下しながらヒッパーは作戦通りにイギリス巡洋戦艦隊をシェアのドイツ大洋艦隊の進路に誘導した。この砲戦でイギリス側は2隻が撃沈された。しかし、ビーティーは寸前に自国艦隊本隊（グランドフリート）の方向へ反転し逆にドイツ艦隊を引き込んだ。18時30分から20時30分ごろまで両国艦隊（151隻のイギリス艦隊、99隻のドイツ艦隊）が断続的に交戦し、イギリス艦隊は14隻、ドイツ艦隊は11隻の艦艇が沈没した。ジェリコーは21時以降は夜戦を避けながらドイツ艦隊の基地への退路を絶ち、翌朝の戦闘再開で劣勢と推測した敵艦隊の撃滅を目論んだ。しかしシェアは夜陰に乗じてイギリス艦隊の航路前方を横切り本国へ帰還を成功させた。
海戦後双方とも勝利を主張した。しかしイギリスはドイツより多くの艦船と乗員を失い、またドイツ海軍の作戦も失敗に終わった。その後、ドイツ海軍は、1916年8月と1918年4月の短い出撃を除いて、終戦まで大洋艦隊を港に留め、2度と制海権を争うことはなかった。ただしドイツ艦隊の脅威は続き、イギリス艦隊主力は北海に集中せざるを得なかった。またドイツ海軍は直前より開始していた潜水艦を用いた通商破壊作戦（無制限潜水艦戦）を本格化させた。

## 背景

### 開戦からの動き
第一次世界大戦の開戦以来、英国海軍の「大艦隊」Grand Fleet（グランド・フリート）（1914年8月本国艦隊を戦時編成により改編。司令長官はジェリコー大将）はオークニー諸島のスカパ・フローを根拠地とした。ビーティー率いる巡洋戦艦部隊はフォース湾奥の要塞基地ロサイスを根拠地として、「大艦隊」とは独立して軍令部から指揮を受けていた。
ジェリコーは「静かなる男（サイレント・ジャック）」の異名を持ち、論理的すぎる提督でもあった。ジェリコーは「大艦隊」をむやみに出撃させることはなく、現存艦隊主義を取り、敵の大洋艦隊の殲滅を必ずしも追求しなかった。イギリス海軍の規模は、国力が劣るドイツの大洋艦隊を戦闘が無くとも抑え込んでいたからである。
これに対するドイツ海軍大洋艦隊司令長官フリードリヒ・フォン・インゲノール大将は、皇帝ヴィルヘルム2世が軍令部を通じて作戦に口を出しており、思い通りに艦隊を動かすことができなかった。それでも彼は与えられた権限の中で戦力を可能な限り有効に使うべく、ヒッパー提督の偵察部隊（巡洋戦艦部隊）でイギリス本土を砲撃し、イギリス国民の士気を挫く作戦を行った。1914年11月と12月に行われた2回の出撃は成功し、沿岸都市に損害を与えた。しかし1915年1月に行われた3回目の出撃では、ビーティー率いる巡洋戦艦部隊が待ち伏せしており、ドッガー・バンク海戦が発生した。この海戦ではドイツ部隊は装甲巡洋艦ブリュッヒャーを失いつつも脱出に成功し、英艦隊は旗艦ライオンが脱落した。
インゲノールは責任をとり、1915年2月2日に職を辞した。またドイツ海軍はこの海戦以降1年ほど北海では大きな動きを止めた代わりに、潜水艦による通商破壊戦を強化したが、1915年5月にルシタニア号事件が発生してこれも一旦中止した。バルト海ではドイツ艦隊が露国バルト海艦隊をリガに封じ込めて制海権を確保した。
イギリス海軍は地中海でガリポリ上陸作戦を支援し、前弩級戦艦5隻を失った。しかしイギリス海軍戦力の優勢は変わらず、さらに国力の差により徐々に差が開いていった。1915年中にイギリス海軍はクイーン・エリザベス級戦艦3隻が竣工し、翌年には残りの2隻とリヴェンジ級戦艦が竣工する予定であったが、ドイツ海軍は1915年でも巡洋戦艦リュッツオウ1隻、翌年も戦艦2隻が竣工するだけであった。

### 指揮官の交代

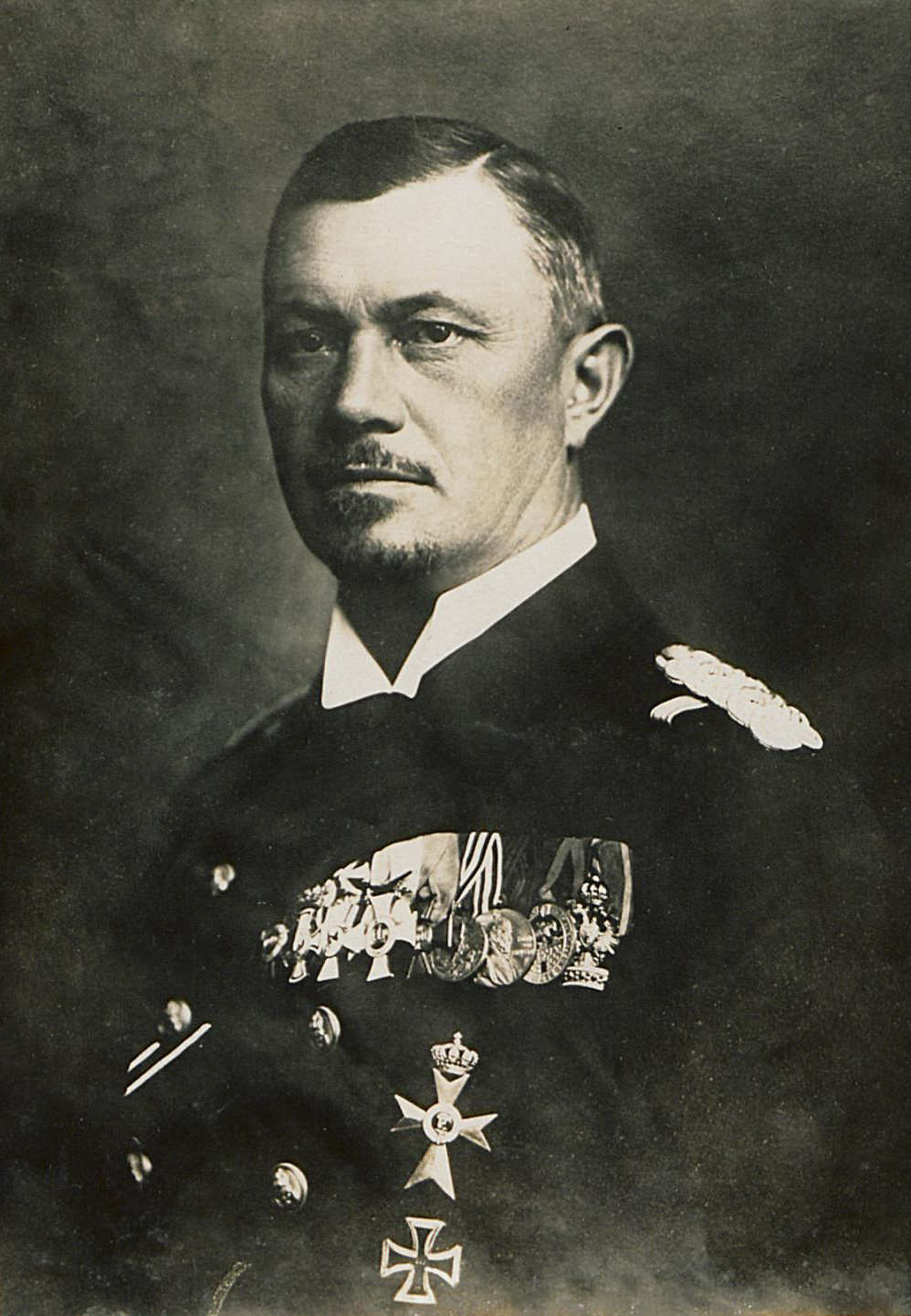
ラインハルト・シェア提督

1916年1月18日、大洋艦隊の指揮を取っていたフーゴー・フォン・ポール大将が死病に侵され職を辞し、後任に第3戦隊司令官だったラインハルト・シェア中将が司令長官となった。2月21日に始まったヴェルダンの戦いでは海軍にも積極的な支援が求められ、皇帝は自由裁量権をシェアに与えた。シェアはかねてより温めていた作戦構想を進めた。
また相手となるジェリコーも積極行動に移ろうとしていた。東部戦線で苦戦するロシアがドイツ海軍をバルト海から駆逐し、物資補給を輸送してくれるようイギリス政府に強く催促したからである。軍令部は5月12日にジェリコー、ビーティー両提督と話し合い部隊編成に一部変更を行い、高速で15インチ（381mm）砲を装備する新鋭のクイーン・エリザベス級戦艦4隻からなる第5戦艦戦隊はビーティーの指揮下に編入し、偶々訓練目的でスカパ・フローにいた第3巡洋戦艦戦隊は「大艦隊」に編入することにした。この決断は後に正しかったことが証明される。
5月中旬、シェアは本格的に動き出した。17隻のUボートを展開させてイギリス海軍を警戒させると共にサンダーランドへの攻撃のため、主力全艦艇を率いて出撃しようとした。しかし天候の悪化と一部の艦艇の機関の不調への修理により出撃は遅れ、5月30日朝、目的地をスカゲラック海へ切り替えて出撃した。

### イギリスの対応

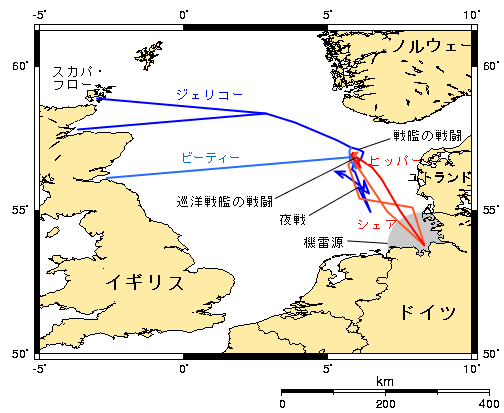
1916年5月30日から6月1日にかけての艦隊行動図

ドイツ艦隊が出撃した5月30日のうちに、イギリス海軍本部はドイツ海軍の無線電信を傍受・解読し、ドイツ潜水艦部隊が北海を行動中であること、ドイツ水上艦隊が出撃していることの双方を把握し、ジェリコーとビーティーに出撃を命じた。
ジェリコーは「大艦隊」の24隻の弩級戦艦と3隻の巡洋戦艦を率いてスカパ・フローから出撃した。ビーティー率いる巡洋戦艦部隊（6隻の巡洋戦艦と4隻の弩級戦艦）もフォース河口から出撃した。イギリス側は全ての参加部隊が5月31日午前0時頃北海に出て進軍を始めた。
ジェリコーは、デンマーク領・ユトランド半島沖（スカゲラク海峡の西、90 Nautical Mile〈約167キロメートル〉の地点）で、先行するビーティーと同日の16時には合流し、ドイツ艦隊への迎撃体勢を取る予定であった。ビーティーの巡洋戦艦部隊は先に会合点の南南東150海里まで進出し、敵が見当たらないことを確認後、針路を北に折り返し会合点へ向かうよう指示された。ジェリコーはドイツ艦隊の到着はこの合流の9時間後と思い込んでいたが、実際には合流を待たずに海戦が始まった。この誤判断は本国海軍本部情報部のミスが誘因だった。

### 両艦隊の比較
シェアが16隻の弩級戦艦、5隻の巡洋戦艦と6隻の旧式な前弩級戦艦を持つのに対して、ジェリコー配下の部隊は28隻の弩級戦艦と9隻の巡洋戦艦を保有していた。イギリス艦隊は軽艦艇においても同様に優位に立っていた。斉射重量においてもイギリス艦隊は332,400lb（151トン）と、ドイツ艦隊の134,000lb（61トン）に対して、優位にあった。
しかしドイツ艦隊は、イギリスに比べ射撃指揮が優れ命中率が高かった。また、ドッガー・バンク海戦の戦訓から弾火薬庫などの防御に細心の注意を払い、巡洋戦艦も防御力の強化を行っていた。さらに主力艦艇の主砲の最大仰角を引き上げ射程距離を伸ばす工事を実施していた。これらは海戦で重要な意味を持つようになる。

## 交戦

### 前哨戦

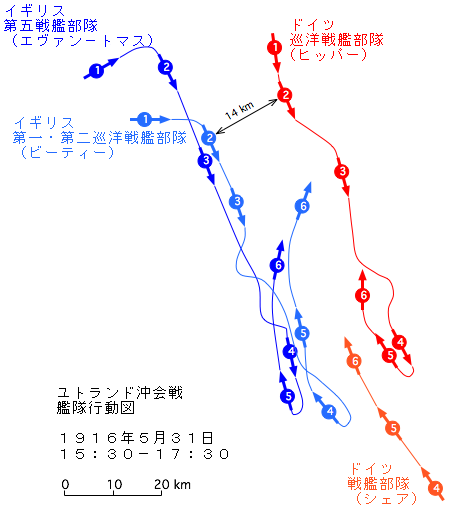
巡洋戦艦の行動 (1) 15:31, (2) 15:48, (3) 16:06, (4) 16:42, (5) 16:47, (6) 17:30

ジェリコーの「大艦隊」主力は5月30日21時30分、スカパ・フローから出撃を始め、スカゲラク海峡の西90マイルの会合点を目指した。その頃シェアの大洋艦隊はまだヤーデ湾の掃海水路をゆっくり進んでいた。偵察任務をおびていたドイツ潜水艦艦隊は有効な働きができず、イギリスの艦隊・部隊は無傷で戦場へ達した。
5月31日正午ごろ先行するビーティーの部隊は偵察予定海面に達したが霧で見通しが悪かった。敵は見当たらず、予定通りジェリコーの艦隊と合流すべく14時に北へ変針した。その直後、第1軽巡洋艦戦隊（司令；アレクザンダー・シンクレア代将）は、東方に国籍不明船を発見した。この船は中立国デンマークの貨物船だったが、偶然にも時を同じくして、その50海里東方を北進していたヒッパーの巡洋戦艦部隊（偵察部隊）もこの船を発見し、調査のため第2偵察群（司令：ベディッカー少将）の軽巡洋艦エルビンクが向かい、両国の艦は互いに接近していき視界に入った。
14時18分、第1軽巡洋艦戦隊旗艦ガラティアが敵発見を本隊へ打電し、これに対するエルビンクも同様に打電し、ユトランド海戦の幕が上がった。最初の発砲はガラティアが行った。ガラティアはその後、エルビングから大遠距離の砲撃を受け被弾したが、不発弾だった。
ビーティーは北東に、ヒッパーは北西に針路をとり、互いに増速して接近した。しかしビーティーの部隊に編入されたばかりの第5戦艦戦隊（司令：ヒュー・エヴァン＝トーマス少将）は進路変更の信号を見落とし大きく遅れた。ヒッパーの巡洋戦艦部隊は作戦にしたがって針路を南東へ反転した。
15時25分、ビーティーはヒッパーの巡洋戦艦部隊を発見した（地図の1）。15時48分、ヒッパーは砲撃開始を指示、その1分後にビーティーの部隊も砲門を開いた（地図の2）。こうして「南走（Run to the South）」として知られる巡洋戦艦部隊同士の戦闘が始まった。

### 英独巡洋戦艦部隊の戦力
イギリス（排水量計：145,640トン）
1. 旗艦・巡洋戦艦 ライオン（13.5インチ砲8門、26,250トン）
2. 巡洋戦艦 プリンセス・ロイヤル（13.5インチ砲8門、26,250トン）
3. 巡洋戦艦 クイーン・メリー（13.5インチ砲8門、26,770トン）
4. 巡洋戦艦 タイガー（13.5インチ砲8門、28,800トン）
5. 巡洋戦艦 ニュージーランド（12インチ砲8門、19,100トン）
6. 巡洋戦艦 インディファティガブル（12インチ砲8門、18,470トン）

ドイツ（排水量計：122,235トン）
1. 旗艦・巡洋戦艦 リュッツオウ（12インチ砲8門、26,741トン）
2. 巡洋戦艦 デアフリンガー（12インチ砲8門、26,600トン）
3. 巡洋戦艦 ザイドリッツ（11インチ砲10門、24,594トン）
4. 巡洋戦艦 モルトケ（11インチ砲10門、25,000トン）
5. 巡洋戦艦 フォン・デア・タン（11インチ砲8門、19,300トン）

### 「南走（Run to the South）」

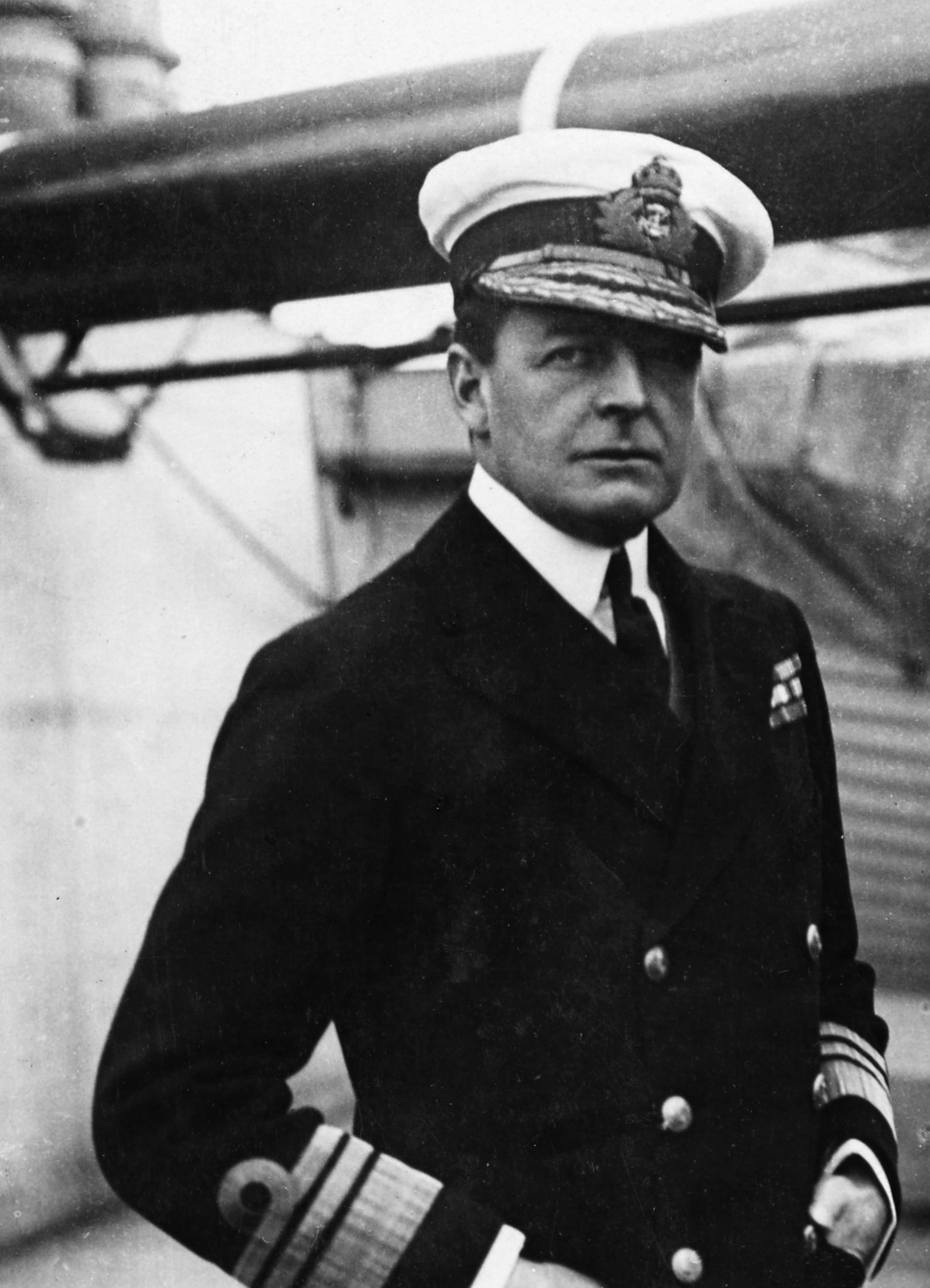
ビーティー提督

ビーティーは並航戦を指示し南東へ変針した。しかし、風は西風でビーティーの部隊は自分たちの排煙と砲煙に射線を妨げられる不利を負わされていた。
これに対するヒッパーの部隊は夕陽を背にくっきり浮かび上がる英艦艇に正確に命中弾を与え、防御力の劣るイギリス艦隊に損害を与えた。モルトケは2隻のイギリス巡洋戦艦の攻撃の標的となりながらも、僅か数分の間にイギリス巡洋戦艦タイガーに7-8発の命中弾を与え、船体中央部に損害を与え煙突を吹き飛ばした。デアフリンガーは交戦から外れたまま、妨害されることなく自由に砲撃できプリンセス・ロイヤルに多数の命中弾を与え前部砲塔などに損害を与えた。
互いの巡洋戦艦部隊から報告を受けたジェリコーとシェアはそれぞれ戦場へ急行。ジェリコーは本隊に所属する第3巡洋戦艦戦隊（司令：ホレース・フッド少将）を分派して先行させた。

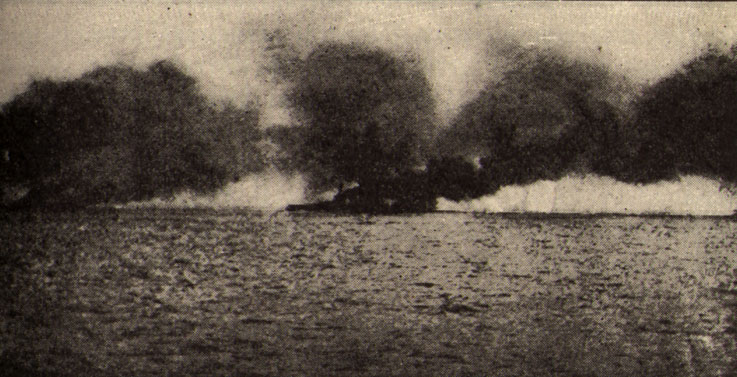
リュッツオウの砲弾が命中し、炎上する旗艦ライオン。

16時、ビーティーの旗艦ライオンにリュッツオウの12インチ砲の斉射弾が命中し、Q砲塔を大破させ、数十人の乗員が即死した。同砲塔指揮官のフランシス・ハーヴェイ海兵隊少佐も致命傷を負ったが、絶命する前に「弾火薬庫への扉の閉鎖」「弾火薬庫への注水」を命じて弾火薬庫の誘爆を防ぎ、ライオンを爆沈の危機から救った。
16時05分、フォン・デア・タンの11インチ砲による概ね最大射程からの斉射弾がインディファティガブルの主砲塔天蓋を貫徹して弾火薬庫を誘爆させ、インディファティガブルは轟沈した。インディファティガブルの乗組員1,019名は、救助された2名を除く全員が戦死した。（地図の3）
ヒッパーの部隊も無傷ではなかった。クイーン・メリーの射撃によりザイドリッツも砲塔を撃ち抜かれた。しかしドッガー・バンク海戦以降の防御力向上の効果で大損害とはならなかった。
運はヒッパーに傾いていたが、そう長く続かなかった。16時06分、15インチ砲を装備し高速のクイーン・エリザベス級戦艦4隻から成る第5戦艦戦隊が追いつき、距離17,500mから砲撃を開始して参戦した。ヒッパーの巡洋戦艦部隊は劣勢に転じたが、シェア率いる大洋艦隊本隊がすぐ近くまで接近しつつあることを知ったヒッパーは敵をより引き込むため東へ変針した。

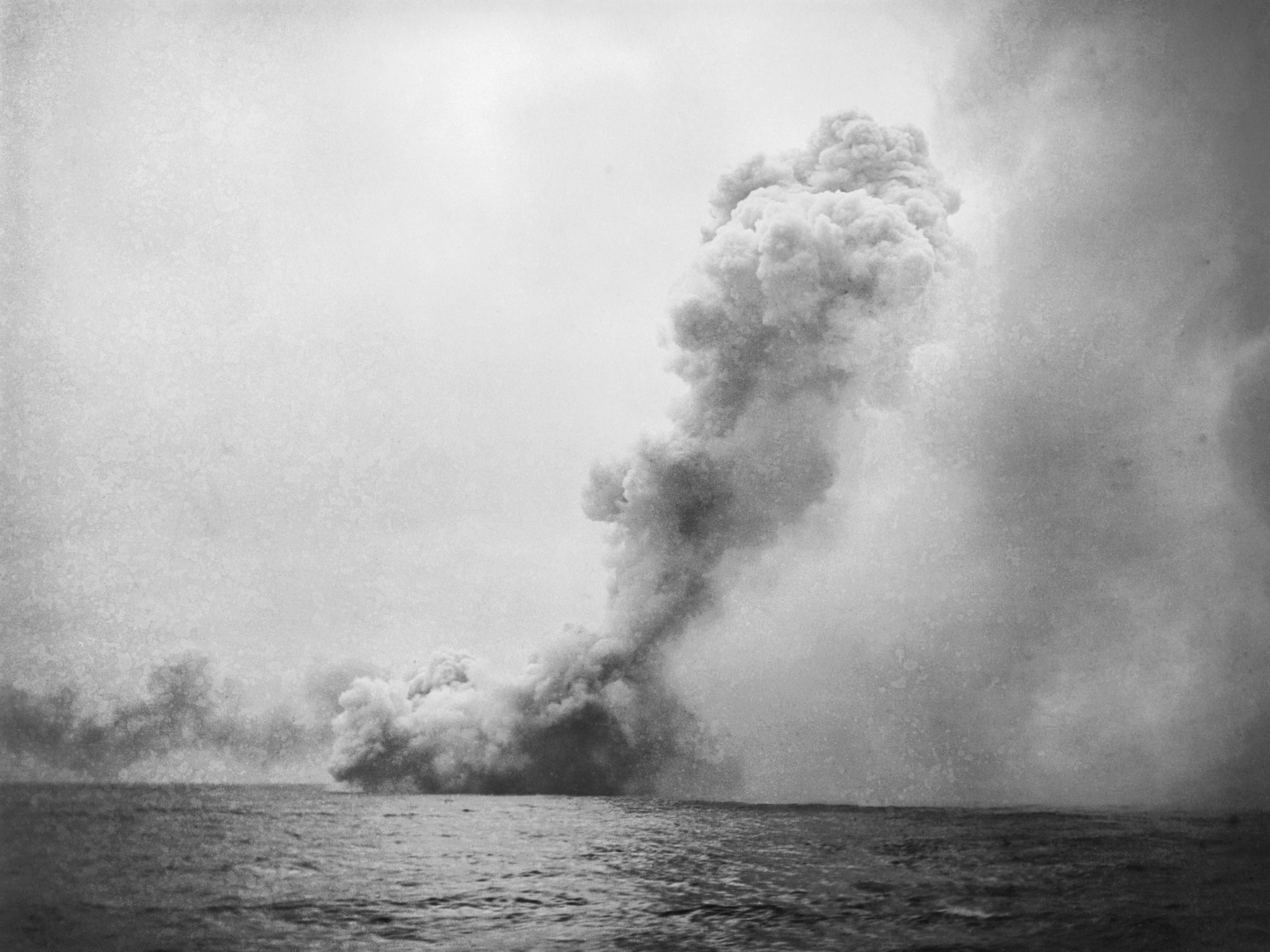
轟沈する巡洋戦艦クイーン・メリー

巡洋戦艦同士の戦闘は激しさを増した。16時25分、クイーン・メリーは、デアフリンガーの砲撃によって主砲塔天蓋を貫徹され、弾火薬庫が誘爆して轟沈した。クイーン・メリーの乗組員1,275名のうち、生き残ったのはわずか9名だけだった。戦死者の中には観戦武官としてクイーン・メリーに乗艦していた日本海軍の下村忠助中佐も含まれている。
インディファティガブルとクイーン・メリーの轟沈を見たビーティーは「我々の呪われたフネは、今日は何かがおかしいようだ」（There seems to be something wrong with our bloody ships today.）と旗艦ライオンのアーヌル・チャットフィールド艦長に語った。ドイツ巡洋戦艦隊と砲撃戦を行った場合に劣勢となる危険性を認識不足だったためとされる。

### 死闘
16時30分頃、ビーティー指揮下の第2軽巡洋艦戦隊（司令：ウィリアム・グットイナフ代将）の軽巡洋艦サザンプトンがシェアの大洋艦隊本隊を発見した。さらに、この部隊の戦力を詳細に報告するため多数の艦艇から放たれる砲弾を回避しながら接近。敵主力が弩級戦艦16隻と旧式戦艦6隻であることが判明した。「大艦隊」の駆逐艦部隊もヒッパーの巡洋戦艦部隊に立ち向かい、ザイドリッツに向けて魚雷を発射した。ビンガム艦長指揮するイギリスの駆逐艦ネスターはドイツの水雷艇V-27、V-29を撃沈したが、その後ネスターと駆逐艦ノマドはシェアの本隊が通過するときに命中弾を受け、放棄された。
ビーティーは眼前の敵をジェリコーの「大艦隊」に引き込むために反転し北上を決め（地図の4）、旗下の部隊に速やかに反転するよう指示を出した。しかし第5戦艦戦隊はエヴァン＝トーマスが「一斉回頭」ではなく「逐次回頭」の命令を出したため、回頭中にドイツ艦隊に距離を詰められ、一時、第5戦艦戦隊は、単独でヒッパーの巡洋戦艦部隊と大洋艦隊本隊と渡り合わなければならなかった。第5戦艦戦隊の戦艦マレーヤは被害を受け続けたが、艦長が回頭の決断を速やかに下したので損害はいくぶん軽減された。さらにマレーヤの15インチ砲はドイツ艦に有効打を与え続け、ザイドリッツは20発近い命中弾と魚雷1発を受けてそれまでの損害を含めて5基の主砲塔が全て使用不能となり、リュッツオウとデアフリンガーも被弾した。
ジェリコーは全面的な接触が近いことを認識したが、ドイツ艦隊の位置と針路に関する情報が不十分であった。ジェリコーは戦闘に向けて第1巡洋艦戦隊（司令：ロバート・アーバスノット少将）に陣形の前方を警戒させ、先行する第3巡洋戦艦戦隊に速度を上げてビーティーを掩護するよう指示した。
17時30分頃、第1巡洋艦戦隊の装甲巡洋艦ブラック・プリンスは、ビーティー指揮下の第3軽巡洋艦戦隊を見つけた。しかし、同時に第3巡洋戦艦戦隊と連絡行動中の軽巡洋艦チェスターが偵察部隊第2偵察群に阻止され猛攻撃を受けた。第3巡洋戦艦戦隊が救援に向かうが到着前にチェスターは大きな被害を負った。
第3巡洋戦艦戦隊旗艦インヴィンシブルは軽巡洋艦ヴィースバーデンを攻撃、これを航行不能にさせ第2偵察群所属の他の艦はフッドが北と東の方向からイギリス主力艦を誘導していると勘違いしたので、ヒッパーとシェアの艦隊がいる方向に逃走した。ヴィースバーデンはこの後もイギリスの駆逐艦などの攻撃を受け6月1日午前2時45分頃に沈没した。生存者は1名のみだった。

## 終結

### 再度の交戦

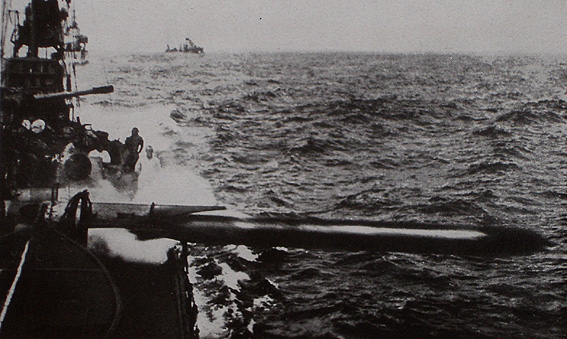
魚雷を発射するドイツ魚雷艇

同じ頃、ビーティーとエヴァン＝トーマスはヒッパーの偵察部隊との交戦を再開したが、視界状況はイギリス艦隊に有利だった。艦隊の戦闘力がかなり落ちたので、ヒッパーは18時頃にシェアの大洋艦隊本隊の方に向かって反転した。
時を同じくして戦艦アイアン・デューク艦上のジェリコーは、ようやくビーティーの旗艦ライオンを視界に捉えた（地図の1）。ジェリコーは直ちにビーティーに最新のドイツ艦隊の位置の情報を要求したが、ビーティーは返答するまでに10分近くもかかってしまった。
ジェリコーは敵の勢力を過大評価し、位置取りに迷っていた。並列陣形から単縦陣に変更する時期と方法を判断するために正確なドイツ艦隊の位置を知る必要があったが、陣形変更は東西いずれの戦列からもできたものの、ドイツ艦隊が到着する前に行わなければならなかった。しかも、早すぎる陣形変更では決戦の機会を逃す恐れがあった。西に向かいながらの陣形変更は艦隊をシェアの本隊に近づけ、夕暮れが迫る中で貴重な時を稼ぐことが出来たが、陣形変更が完了する前にドイツ艦隊に遭遇する恐れがあった。東に向かいながらの変更ではイギリス艦隊をシェアの本隊から遠ざかってしまうが、ジェリコーの艦隊はドイツ艦隊に対してT字戦法で戦闘を挑める他、西日に浮かぶシェアの本隊のシルエットを見られるという利点があった。陣形変更には最短でも20分は必要だった。最終的にジェリコーは18時10分に東に向かっての陣形変更を命じた（地図の2）。
一方、ヒッパーの偵察部隊とシェアの本隊は合同し北へ進んだ。シェアにはジェリコーの「大艦隊」が北西から接近しているという知らせが入らず、北方のビーティーと東方に出現したフッドの部隊に気を取られ、ジェリコーの「大艦隊」に向かって急速に接近して行った。
この時第1巡洋艦戦隊の旗艦ディフェンスは弩級戦艦同士の戦闘で役に立たない旧式の装甲巡洋艦であったが、航行不能に陥っていたヴィースバーデンを発見し、同隊のウォーリアと共に止めを刺しに近づいた。しかし2隻は迂闊にもシェアとヒッパーの艦隊の射程圏内に入り込んでしまった。たちまち砲撃を受けたディフェンスは、「大艦隊」の大半からも視認できるほどの大爆発を起こし、アーバスノット司令以下全乗組員903名とともに沈没してしまった。
ウォーリアも命中弾を受けて深刻な損傷を被り沈没の危機に晒された。だが、近くの超弩級戦艦ウォースパイトが被弾により操艦不能になり、大きく円を描くような旋回しかできなくなった。この影響でドイツ艦艇の矛先がそちらに逸れることとなり、ウォーリアは難を逃れた。このウォースパイトの行動は、ウィンディ・コーナーとして知られる。ウォースパイトは命中弾13発を受けつつも耐えていたが、エヴァン＝トーマスは離脱と帰港を命じた。ウォーリアは生存者743名が水上機母艦エンガディンに移り、エンガディンによって曳航された。しかし、6月1日8時25分にウォーリアは放棄され、その後沈没した。
18時14分、ジェリコーのもとにビーティーからドイツ艦隊の位置の報告が届き、ジェリコーは英艦隊を左翼に展開させ、ドイツ艦隊を丁字戦法で捕捉する態勢に入った。18時25分の水雷戦隊からの報告でこのことを知ったシェアは、大洋艦隊が危険な状態に追い込まれていることを察知、18時29分に南南東への変針を指示した。
1分後の18時30分、フッドとビーティーの部隊を前衛、エヴァン＝トーマスの部隊を後衛につけたジェリコーの部隊が、ドイツ艦隊を距離11,500メートルの近距離に捕捉して砲撃を開始した（地図の3）。短時間でドイツ戦艦部隊の数隻が被弾した。ドイツ偵察部隊の被害はさらに大きかった。累積の被弾数が20発に達した偵察部隊旗艦リュッツオウは、浸水増大により艦首が沈下し、速度が落ちて戦列から落伍した。フォン・デア・タンは大半の主砲を破壊され、デアフリンガーは中破していた。偵察部隊の5隻の巡洋戦艦のうち十分な戦闘力を残すのはモルトケ1隻のみとなっていた。
大損害を被ったドイツ偵察部隊であるが、なおも砲撃を継続していた。18時33分、第3巡洋戦艦戦隊旗艦のインヴィンシブルは、リュッツオウまたはデアフリンガーからの砲撃によって主砲塔を貫徹されて弾火薬庫が誘爆し、真っ二つに割れて轟沈した。インヴィンシブル坐乗のホレース・フッド少将は旗艦と運命を共にした。
ジェリコーは戦艦部隊を雷撃される危険を意識し、追跡ではなくドイツ艦隊を西に見る陣形を保つ南への変針を決心した。また、シェアは撤退するのにまだ暗くないということを意識しており、艦尾から追撃されて苦戦しないよう、18時55分に東へ反転した（地図の4）。シェアのこの考えを裏付けるように18時58分に第1戦艦戦隊旗艦マールバラに魚雷が1発命中している。

### 「死の騎行（Death ride）」
グットイナフ代将の第2軽巡洋艦部隊は接触を続けるため、大洋艦隊からの砲撃を回避しながら19時過ぎに再び接近した。18時55分、シェアは第2偵察群の報告からジェリコーの艦隊の位置を予測し、その戦列の後方を横切りながら一気に東へ突破しようとした。ところがシェアの受けた報告は全て誤っており、ジェリコーの位置はそれよりもずっと北だった。この過誤により今度こそ大洋艦隊は壊滅すると思われた。しかし過誤に気づいたシェアはすぐさま正しい決断をし、19時13分、偵察部隊を率いるヒッパーに対して敵戦列への突入を指示した。
大破・落伍した旗艦リュッツオウから、デアフリンガーに移乗していたヒッパーも、シェアの命令を正確に理解した。ヒッパーは既に大損害を受けていた偵察部隊（落伍しているリュッツオウを除く、巡洋戦艦4隻ほか）を率いてイギリス艦隊に突入した。後に言われるドイツ偵察部隊の「死の騎行」（Death ride）である。偵察部隊の巡洋戦艦4隻は、「死の騎行」による10分間の砲戦によって、モルトケ1隻を除いて浮かぶ鉄屑と化したが、沈没艦・落伍艦を出さずに戦列を維持した。さらに、偵察部隊に属する独第6・第9水雷戦隊が、19時15分から数波に分けてイギリス艦隊を雷撃した。距離が遠すぎ、命中の公算は低かったものの、ジェリコーの英戦艦部隊に回避運動を強いて、シェアの主力部隊が戦場を離脱する時間を稼いだ。
ヒッパー率いる偵察部隊の奮戦により、シェアの主力部隊は敵前での困難な右一斉回頭を成功させ、19時35分までに敵の砲火から脱した。しかし大洋艦隊はまだ安全ではなかった。ビーティー率いる巡洋戦艦部隊がヒッパーの「死の騎行」にも遭遇せず、大洋艦隊を猛追してきたからである。

### 追撃
20時18分、ビーティーは陣形が未だ乱れたままのドイツ艦隊を発見して攻撃を開始した。直ちに反撃できたのは満身創痍の偵察部隊、旧式戦艦からなる第2戦隊（司令官：モーフェ少将）だけだった。ビーティーが大洋艦隊を抑えている間にジェリコーの部隊も追いつく。しかし20時24分から日が落ち始め、大洋艦隊とビーティーの部隊の区別がつかなくなりジェリコーは追撃を断念して南に転進、大洋艦隊は離脱に成功した。この間、英戦艦キング・ジョージ5世と独戦艦ヴェストファーレンが数度の砲撃を交えたが、双方とも第一次世界大戦において弩級戦艦同士の戦闘がこれで終わるとは想像していなかった。
21時、「大艦隊」の夜戦での弱さを認識していたジェリコーは、払暁まで大規模な交戦を避けようと考えた。彼はシェアがエムズへ逃亡するのを防ぐために南進する間、後方を警備させるため主力艦隊の後方に巡洋艦と駆逐艦の列を置いた（図の7）。実際には、シェアは英国艦隊の航路前方を横切りホーンズ岩礁方面へ逃亡しようと企てていた。シェアにとっては幸運なことに、ジェリコーは慎重になりすぎて多くの状況証拠からドイツ艦隊がジェリコーの背後を取りつつあると判断してしまったため、ジェリコーの偵察艦はシェアの本当の進路を発見できなかった。
シェアの逃走とジェリコーの不活発がドイツの夜戦能力の全面的優位を物語っているとは言え、夜戦の結果は会戦全体ほど明瞭ではない。グッドイナフの旗艦サザンプトンは深刻な損傷を受けていたが、有効な偵察を行っており、ドイツの軽巡洋艦フラウエンロープを何とか撃沈した。フラウエンローブは22時23分に全乗組員320名とともに沈没した。しかし、6月1日2時、運の悪い第一巡洋艦戦隊のブラック・プリンスは戦艦チューリンゲンの砲撃で致命傷を受け、戦隊の旗艦ディフェンスの数時間前の運命を再現するかのように、全乗組員857名とともに轟沈した。
2時10分、イギリス第12水雷戦隊はドイツ艦隊に向けて魚雷を発射した。駆逐艦5隻の喪失といくらかの損傷と引き換えに、どうにか前弩級戦艦ポンメルンを全乗組員844名とともに沈め、軽巡洋艦ロストックに魚雷命中、さらに弩級戦艦ポーゼンに衝突されて放棄された軽巡洋艦エルビングに損傷を与えた。
大破して航行不能となっていた巡洋戦艦リュッツオウは、生存者1,150名が脱出した後の1時45分に自沈した。
ジェリコーの過剰な慎重さに加えて、ドイツ海軍はロンドンの海軍情報局の失策にも助けられた。海軍情報局は、大洋艦隊の正しい位置を知らせる無線傍受を転送したが、ジェリコーがシェアの居場所をつかんだのは4時15分のことであり、もはや戦闘を続けられないのは明らかだった。1916年には「栄光の6月1日」は訪れそうになかった。（午後7時6分、第1戦艦戦隊第5戦艦隊の指揮官ゴーント少将が同隊旗艦「コロッサス」に「光栄ある6月1日の伝統を記憶せよーベルギーの為に復讐せよ」と信号を掲げた。※「北海海戦史」第5巻ｐ415）
大洋艦隊主力は1日午後にはヤーデ湾に帰投。夜明けまでドイツ艦隊を探していたジェリコーもドイツ艦隊主力の帰投の連絡を受け、自艦隊への帰還命令を出した。

## 参加艦艇

### イギリス

#### 「大艦隊」
司令長官：ジョン・ジェリコー大将
- 戦艦アイアン・デューク（司令長官直率旗艦）

○戦艦部隊（ジェリコー大将直率）
- 第4戦艦戦隊　司令官：ダブトン・スターディー中将
  - 第4戦艦隊 (スターディー中将直率):戦艦ベンボウ（戦隊旗艦)、ベレロフォン、テメレーア、ヴァンガード
  - 第3戦艦隊　司令：アレクサンダー・L・ダフ（英語版）少将:戦艦シュパーブ（旗艦)、ロイヤル・オーク、カナダ
- 第1戦艦戦隊　司令官：セシル・バーニー（英語版）中将（「大艦隊」次席指揮官)
  - 第6戦艦隊 (バーネー中将直率):戦艦マールバラ（戦隊旗艦)、リヴェンジ、ハーキュリーズ、エジンコート
  - 第5戦艦隊　司令：アーネスト・ゴーント（英語版）少将:戦艦コロッサス（旗艦)、コリンウッド、ネプチューン、セント・ヴィンセント
- 第2戦艦戦隊　司令官：トマス・マーティン・ジェラム（英語版）中将
  - 第1戦艦隊 (ジェラム中将直率):戦艦キング・ジョージ5世（戦隊旗艦)、エイジャクス、センチュリオン、エリン
  - 第2戦艦隊　司令：アーサー・ルーソン（英語版）少将:戦艦オライオン（旗艦)、モナーク、コンカラー、サンダラー
- 第3巡洋戦艦戦隊　司令：ホレース・フッド少将：巡洋戦艦インヴィンシブル（戦隊旗艦)、インフレキシブル、インドミタブル
- 第1巡洋艦戦隊　司令：ロバート・アーバスノット少将:装甲巡洋艦ディフェンス（戦隊旗艦)、ウォーリア、デューク・オブ・エジンバラ、ブラック・プリンス
- 第2巡洋艦戦隊　司令：ハーバート・ヒース（英語版）少将:装甲巡洋艦マイノーター（戦隊旗艦)、ハンプシャー、コクラン、シャノン
- 第4軽巡洋艦戦隊　司令：C.H.ル・メザラー代将:軽巡洋艦カライアピ（戦隊旗艦)、コンスタンス、カロライン、ロイヤリスト、コーマス
- 第1戦艦部隊直率艦隊:偵察巡洋艦ベローナ、アクティブ、ブランチ、ボーデシア
- 第2戦艦部隊直率艦隊:軽巡洋艦チェスター、カンタベリー
- 第4水雷戦隊　司令：チャールズ・ジョン・ウィンター（英語版）大佐:随伴駆逐艦19隻
- 第11駆逐隊第1分隊 - M級駆逐艦：オソーリィ、マーシャル、マジック、ミニオン
- 第11駆逐隊第2分隊 - M級駆逐艦：ミスティック、モンス、マンデート、マイケル
- 第11駆逐隊第3分隊 - マークスマン級駆逐艦：ケンペンフェルト
- 第11駆逐隊第4分隊 - M級駆逐艦：マルヌ、ミルブルック、マナーズ
- 第11駆逐隊第5分隊 - M級駆逐艦：ムーン、モンシー、モーニングスター
- 附属駆逐隊第1分隊 - アカスタ級駆逐艦：アカスタ、シャーク、クリストファー
- 附属駆逐隊第2分隊 - M級駆逐艦：オフィーリア
- 第11水雷戦隊　司令：ジェームズ・ホークスリー代将:軽巡洋艦カースター、随伴駆逐艦16隻
- 第4駆逐隊第1分隊 - フォークナー級駆逐艦:ティラペリー、ブローク
- 第4駆逐隊第2分隊 - アカスタ級駆逐艦:スピットファイア、オウル、ハーディ、コンテスト、ガーランド、スパローホーク、ミッジ、ポルポイズ、ユニティ、アハテス、アンバスケード、アーデント、フォーチュン
- 第4駆逐隊第3分隊 - M級駆逐艦:ミスチーフ
- 第12水雷戦隊　司令：アンセラン・スターリング（英語版）大佐:駆逐艦15隻
- 第12駆逐隊第1分隊 - アルミランテ・リンチ級駆逐艦：フォークナー、
- 第12駆逐隊第2分隊 - アドミラリティM級駆逐艦：オブディエント、マインドフル、マーベル、オンスロート
- 第12駆逐隊第3分隊 - アドミラリティM級駆逐艦：マエナード、ナーワル、ネスソス、ノーブル
- 第12駆逐隊第4分隊 - マークスマン級駆逐艦：マークスマン
- 第12駆逐隊第5分隊 - アドミラリティM級駆逐艦：オパール、メアリーローズ
- 第12駆逐隊第6分隊 - M級駆逐艦：ノンサッチ、メナス、マンスター

○巡洋戦艦部隊　司令長官：デイビッド・ビーティー中将
- 巡洋戦艦ライオン（司令長官直率旗艦）
- 第1巡洋戦艦戦隊　司令：オズモンド・ブロック（英語版）少将：巡洋戦艦プリンセス・ロイヤル（戦隊旗艦）、クイーン・メリー、タイガー
- 第2巡洋戦艦戦隊　司令：ウィリアム・パケナム（英語版）少将：巡洋戦艦ニュージーランド（戦隊旗艦）、インディファティガブル
- 第5戦艦戦隊　司令：ヒュー・エヴァン＝トマス（英語版）少将：戦艦バーラム（戦隊旗艦）、ウォースパイト、ヴァリアント、マレーヤ
- 第1軽巡洋艦戦隊　司令：E.アレクサンダー＝シンクレア（英語版）代将：軽巡洋艦ガラティア（戦隊旗艦)、フェートン、インコンスタント、コーデリア
- 第2軽巡洋艦戦隊　司令：ウィリアム・グッディナフ（英語版）代将：軽巡洋艦サウサンプトン（戦隊旗艦)、バーミンガム、ノッティンガム、ダブリン
- 第3軽巡洋艦戦隊　司令：トレヴェリアン・ネイピア（英語版）少将：軽巡洋艦ファルマス（戦隊旗艦)、ヤーマス、バーケンヘッド、グロスター
- 第1水雷戦隊　司令：チャールズ・ローパー大佐：軽巡洋艦フィアレス、
- 第1駆逐連隊 - I級駆逐艦：ディフェンダー、アケロン、アリエル、アタック、ハイドラ、バッジャー、リザード、ゴズホーク、ラッピング
- 第13水雷戦隊　司令：ジェイムズ・フェアリ大佐：軽巡洋艦チャンピオン、駆逐艦12隻
- 第13駆逐隊第1分隊 - アドミラリティM級駆逐艦：オブデュリト、ネリッサ、モレスビー、ネスター、ノマド、ニケーター、オンスロー、ナーボロー、ペリカン、プタード、
- 第13駆逐隊第2分隊 - タリズマン級駆逐艦：ターマガント、タービュレント
- 第9第10合同水雷戦隊　司令：マルコム・ゴールドスミス代将:駆逐艦6隻
- 第9駆逐隊第1分隊 - L級駆逐艦：リディアード、リバティ、ランドレール、ローレル
- 第9駆逐隊第2分隊 - アドミラリティM級駆逐艦：ムーアソム、モリス
- 水上機母艦部隊 - エンガディン（ショート184水上偵察機×2機、ソッピースベビー戦闘機×2機）

### ドイツ帝国

#### 大洋艦隊
司令長官：ラインハルト・シェア中将
- 戦艦フリードリヒ・デア・グローセ（司令長官直率旗艦）

○戦艦部隊（シェア司令長官直率）
- 第3戦隊　司令官：パウル・ベーンケ少将
  - 第5戦艦隊（ベーンケ少将直率）：戦艦ケーニヒ（戦隊旗艦）、グローサー・クルフュルスト、マルクグラーフ、クローンプリンツ・ヴィルヘルム
  - 第6戦艦隊　司令：ヘルマン・ノルトマン少将：戦艦カイザー（戦隊旗艦）、プリンツ・レゲント・ルイトポルト、カイザリン
- 第1戦隊　司令官：エアハルト・シュミット（ドイツ語版）少将
  - 第1戦艦隊（シュミット少将直率）：戦艦オストフリースラント（戦隊旗艦）、テューリンゲン、ヘルゴラント、オルデンブルク
  - 第2戦艦隊　司令：ヴァルター・エンゲルハルト（ドイツ語版）少将:戦艦ポーゼン、ラインラント、ナッソウ、ヴェストファーレン
- 第2戦隊　司令官：フランツ・モーフェ（ドイツ語版）少将
  - 第3戦艦隊（モーフェ少将直率）:戦艦ドイチュラント（戦隊旗艦）、ポンメルン、シュレジェン
  - 第4戦艦隊　司令：ゴドフリート・フォン・ダルヴィッヒ・ツー・リヒテンフェルス（ドイツ語版）少将:戦艦ハノーファー、シュレスヴィヒ・ホルシュタイン、ヘッセン
- 駆逐艦部隊　司令：アンドレアス・ミヒェルゼン（ドイツ語版）代将
  - 艦隊旗艦：軽巡洋艦ロストック
  - 第1魚雷艦隊：S32　G38　G39　G40
  - 第3魚雷艦隊：S53
  - 第5魚雷艇隊：V71　V73　G88
  - 第6魚雷艇隊：G42　V48　S54
  - 第5魚雷艦隊：G11
  - 第9魚雷艇隊：V1　V2　V3　V4　V6
  - 第10魚雷艇隊：G7　G8　G9　G10　V5
  - 第7魚雷艦隊：S24
  - 第13魚雷艇隊：S15　S16　S17　S18　S20
  - 第14魚雷艇隊：S19　S23　V189

○偵察部隊　司令長官：フランツ・フォン・ヒッパー中将
- 第1偵察群（英語版）（ヒッパー中将直率）：巡洋戦艦リュッツオウ（偵察部隊旗艦）、デアフリンガー、ザイドリッツ、モルトケ、フォン・デア・タン
- 第2偵察群　司令：フリードリヒ・ベディッカー（ドイツ語版）少将：軽巡洋艦フランクフルト、ヴィースバーデン、ピラウ、エルビンク
- 第4偵察群　司令：ルードヴィヒ・フォン・ロイター（ドイツ語版）代将：軽巡洋艦シュテッティン、ミュンヘン、ハンブルク、フラウエンロープ（英語版）、シュトゥットガルト
- 駆逐艦部隊　司令：パウル・ハインリヒ代将
  - 艦隊旗艦：軽巡洋艦レーゲンスブルク、駆逐艦30隻
  - 第2魚雷艦隊：B98
  - 第3魚雷艇隊：G101　G102　B112　B97
  - 第4魚雷艇隊：B109　B110　B111　G103　G104
  - 第6魚雷艦隊：G41
  - 第11魚雷艇隊：V44　G87　G86
  - 第12魚雷艇隊：V69　V45　V46　S50　G37
  - 第9魚雷艦隊：V28
  - 第17魚雷艇隊：V27　V26　S36　S51　S52
  - 第18魚雷艇隊：V30　S33　S34　S33　V29　S35
- 潜水艦隊
  - 警戒艦隊：U-46　U-47　UB-21　UB-22　U-52　U-24　U-70　U-32　U-51　U-63　U-66　U-47　U-44　U-43
- 飛行船隊
  - 偵察隊：L.9 L.14 L.16 L.21 L.23 L.11 L.17 L.22 L.24 L.13 L.30

## 損失
イギリスの損失は、合計14隻（3隻の巡洋戦艦を含む）、排水量にして115,000トンと兵員6,094名を失った。ドイツは合計11隻（1隻の巡洋戦艦を含む）、62,000トン、2,551名を失った。他にもイギリスの巡洋戦艦ライオンやドイツの巡洋戦艦デアフリンガー、ザイドリッツが大破する被害を負った。イギリスの損害のほうが大きかったが、戦闘終了後、イギリスには即時戦闘可能な弩級戦艦と巡洋戦艦が合わせて24隻残っていたのに対してドイツは10隻だけとなり、残存戦力でイギリス海軍が優勢を維持した。

### イギリス
沈没
- 巡洋戦艦「インディファティガブル」（「フォン・デア・タン」の砲撃を受けて主砲塔天蓋を貫徹され、弾火薬庫が誘爆して轟沈。）
- 巡洋戦艦「クイーン・メリー」（「デアフリンガー」の砲撃を受けて主砲塔天蓋を貫徹され、弾火薬庫が誘爆して轟沈。）
- 巡洋戦艦「インヴィンシブル」（「リュッツオウ」または「デアフリンガー」の砲撃を受けて主砲塔を貫徹され、弾火薬庫が誘爆して真っ二つに割れて轟沈。）
- 装甲巡洋艦「ブラック・プリンス」（「テューリンゲン」からの砲撃を受け沈没。）
- 装甲巡洋艦「ディフェンス」（ドイツ巡洋戦艦からの砲撃を受け轟沈。）
- 装甲巡洋艦「ウォリアー」（ドイツ巡洋戦艦部隊からの砲撃を受け沈没。）
- 駆逐艦「アーデント」、「フォーチュン」、「ネスター」、「ノーメイド」、「シャーク」、「スパローホーク」、「ティペラリー」、「タービュレント」

損傷
- 巡洋戦艦「タイガー」（7/1復旧）
- 戦艦「バーラム」（7/4復旧）
- 戦艦「マレーヤ」（7/10復旧）
- 戦艦「ウォースパイト」（7/20復旧）
- 巡洋戦艦「プリンセス・ロイヤル」（7/21復旧）
- 戦艦「マールバラ」（8/2復旧）
- 巡洋戦艦「ライオン」（9/13復旧）
- 駆逐艦「スピットファイア」（夜戦の混乱の中で戦艦「ナッソー」と衝突）

戦死　6,097名
捕虜　177名

### ドイツ帝国
沈没
- 巡洋戦艦「リュッツオウ」（大破して行動不能となり、自沈。）
- 前弩級戦艦「ポンメルン」（第12水雷戦隊の襲撃を受け魚雷2本命中、沈没。）
- 軽巡洋艦「エルビング」
- 軽巡洋艦「フラウエンロープ（英語版）」
- 軽巡洋艦「ロストック」
- 軽巡洋艦「ヴィースバーデン」
- 駆逐艦「S35」、「V4」、「V27」、「V29」、「V48」

損傷
- 戦艦「ヘルゴラント」（6/16復旧）
- 戦艦「グロッサー・クルフュルスト」（7/16復旧）
- 戦艦「マルクグラーフ」（7/20復旧）
- 戦艦「ケーニヒ」（7/21復旧）
- 戦艦「オストフリースラント（英語版）」（7/26復旧）
- 巡洋戦艦「モルトケ」（7/30復旧）
- 巡洋戦艦「フォン・デア・タン」（8/2復旧）
- 巡洋戦艦「ザイドリッツ」（9/16復旧）
- 巡洋戦艦「デアフリンガー」（10/15復旧）

戦死　2,551名

## 海戦の評価

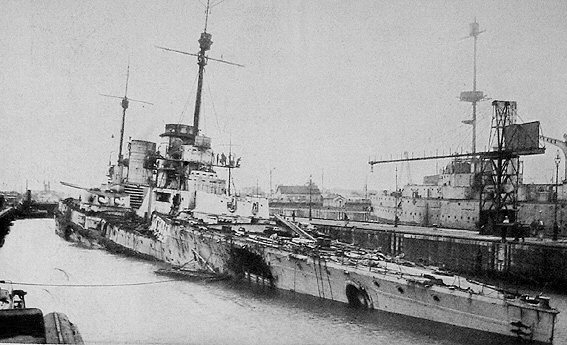
ドイツ巡洋戦艦ザイトリッツ
21発の砲弾と魚雷1本を被弾し、98名が死亡、55名が負傷した。

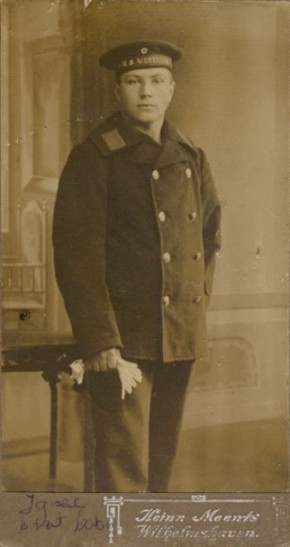
ドイツ戦艦ヴェストファーレンの乗員

### 以後に与えた影響
この海戦はドイツ海軍の戦術的勝利、戦略的敗北とよく言われる。
ドイツ大洋艦隊は損害を被ったものの未だ戦力を保持し続け、この後も幾度か出撃するなどしている。
これに対してイギリス「大艦隊」は引き続き大洋艦隊に備えて北海に睨みをきかせ続けドイツへの海上封鎖を続けた。ドイツ国民は飢餓に苦しみ、物資不足により武器弾薬の生産も滞るようになり、最前線への軍需物資の補給も困難となる。
イギリス・ドイツ両国は大型の戦艦を数多く揃えてシーパワー獲得を目指したが、成功したのは結局のところ戦略的勝利を得たイギリス海軍であった。
道具として「戦艦」は強力ではあるものの完全ではなく、大きく高価な兵器であるにもかかわらず、より小さく安価な武器（機雷、魚雷、潜水艦など）からの攻撃に脆く、自分と同じ戦艦相手でないと投入できない、極めて費用対効果の悪い兵器であった。
また日本海海戦のように多数の敵艦を撃沈するような海戦は、不期遭遇戦（夜戦）を除けば極めて珍しい。劣勢側は素早く退避して戦闘を逃れようとするためであり、日露戦争の黄海海戦しかり、後年のアッツ島沖海戦しかりである。
しかし制海権を獲得し海上封鎖により相手国の経済基盤を損耗し破壊することのできる戦略的な兵器は戦艦の他に無く、その威力は非常に大きかった。高価な戦艦を多数そろえることは新興国ドイツにとって困難だった。
大戦の勝敗を決定づけたのはイギリス海軍の海上封鎖と言われる。その中心的戦力である戦艦は戦略的に極めて重要な兵器と認識され、大戦後に各国は戦艦の建艦競争を始めた。ただしこの海戦を通じて当時の用兵家や思想家たちは戦艦の速度や装甲など不十分な面も認識し、その対策として戦艦という艦種の更なる強化を目指し、戦艦は高性能化する反面、更に大型で複雑、高価な兵器となっていく。
かくして国家の資源に占める戦艦1隻の割合は上昇し、戦艦はますます武器としての現実性を喪失していった。

### 巡洋戦艦の設計と運用
巡洋戦艦における設計の問題と運用の誤りは、イギリス海軍に重大な損害をもたらした主因である。この戦闘は、イギリス海軍が技術と作戦の両面でドイツ海軍に劣っていた証拠だとされることが多い。
2003年の夏にはダイバー隊が、イギリス艦に多かった艦内爆発の原因を調査するため、沈没した巡洋戦艦インヴィンシブル、巡洋戦艦クイーン・メリー、装甲巡洋艦ディフェンス、巡洋戦艦リュッツオウの残骸を調べた。この時の調査結果によると、艦内爆発の主な原因は主砲弾の推進剤であるコルダイトの雑な取り扱いを原因として挙げている。これは当時のイギリス海軍の方針で、敵に対して遅くて正確な射撃より、むしろ速射率を重視していたせいである。特に発射のスピードを重んじる訓練の際に、ホイストとハッチを通じてコルダイトを供給していたのでは間に合わないので、次の斉射のための装填に間に合わせるため、誘爆に備えた防火扉の多くを開いたままの状態にして、コルダイトの袋を砲塔近くに置いていた。これでは安全のための設計がまったく無意味になるが、このような「悪い習慣」が実戦時にも行なわれてしまった。
さらにドイツ海軍の推進火薬であるRP C/12は真鍮製のシリンダーに収められていたのに対し、イギリス海軍のものは絹製の袋で供給されており、火炎に敏感で誘爆を招きやすかった。しかも1913年には、弾薬不足を恐れて、各艦の砲弾とコルダイトの積載量を50パーセント増やすと決定された。これが弾薬庫の収容力を超えた時には、コルダイトが危険な場所に保管されることになった。
海戦の後、イギリス海軍はコルダイトの取り扱いについて批判的な報告書を作成した。しかしその時にはすでに、ビーティーは「大艦隊」の司令官になり、ジェリコーは第一海軍卿（日本で言う軍令部総長）になっていた。そのため、艦内爆発の責任の一部は参加した艦隊の士官たちにあるとする報告書は握りつぶされ、ほとんど一般の批判を受けることはなかった。
海戦はイギリス海軍の概念と巡洋戦艦の使用に欠点があったと見られた。巡洋戦艦はジョン・アーバスノット・フィッシャーの、「速度は装甲」という言葉通りに設計された。それは敵の戦艦より速く、優れた射撃管制を用いて敵の巡洋艦を射程外から圧倒して反撃する余地を与えないことを目的としていた。しかし、この海戦で射撃管制の使用を可能にする開発が行われず、フィッシャーの方式は成り立たなかった。また、そもそも巡洋戦艦同士の砲戦に耐える装甲も不足していた。特に、本海戦では遠距離砲戦により大角度から被弾することが多くなり、ドイツ艦で取り入れられていた水平防御の重要性が認識されることとなった。
また、本海戦に参加した戦艦を含む主要艦艇の多くは旧式で速力が遅いために主戦闘には参加できず、新たな高速艦の開発が課題となった。しかし、上記のように装甲の充実も戦訓とされたため、これら相反する条件をクリアするため各国の設計者たちは悪戦苦闘することとなる。

### ジェリコーへの賛否両論

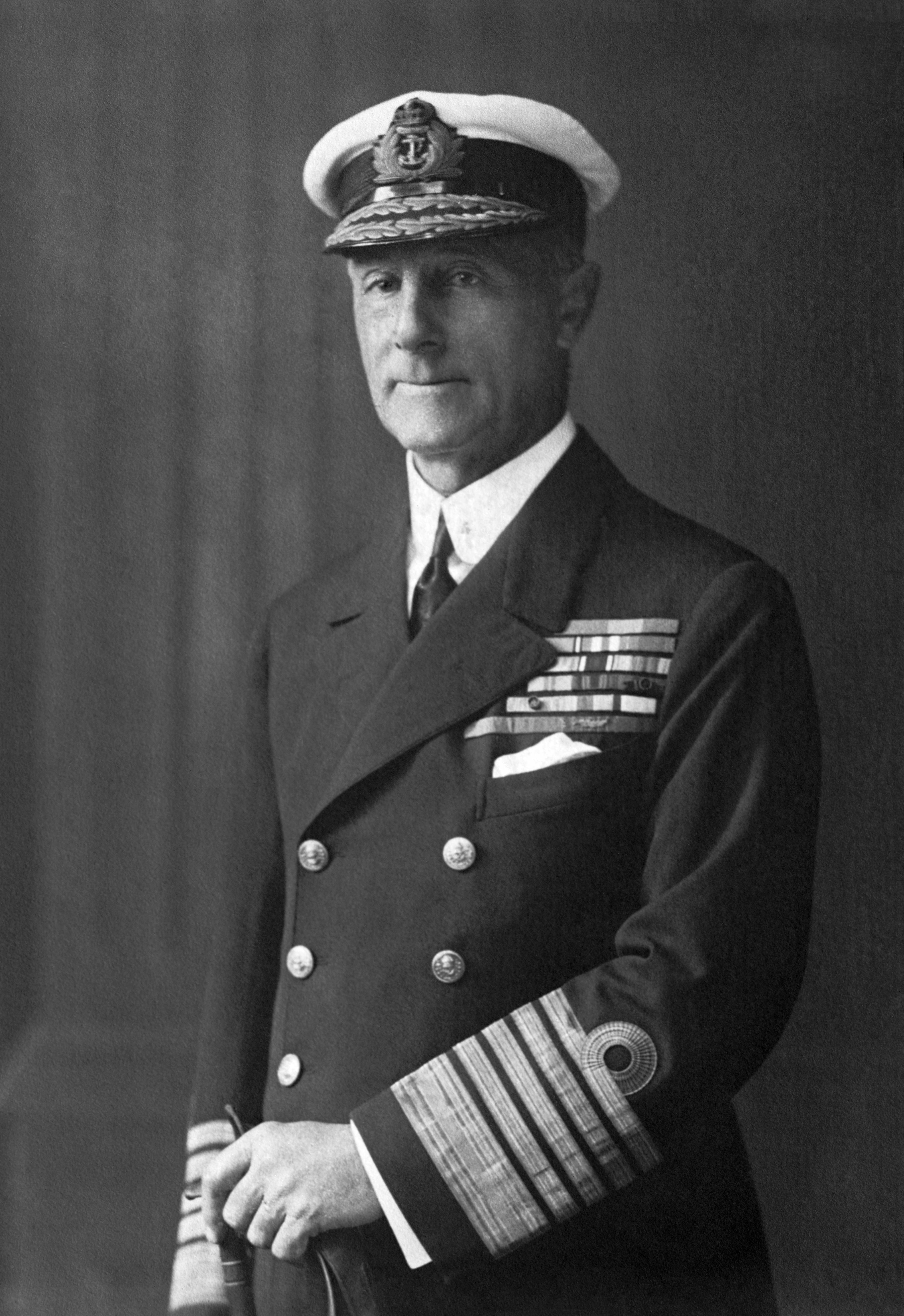
ジョン・ジェリコー

当時、ジェリコーは慎重に過ぎてシェアの逃走を許したと批判された。とりわけビーティーはジェリコーは第二のトラファルガー海戦に勝利して独国艦隊を撃滅する絶好の機会を逃したと確信していた。ジェリコーの昇進は止まり、第一線から外されて第一海軍卿に回され、一方ビーティーがその後を継ぎ「大艦隊」司令長官に昇進した。
戦後も10年近くにわたって賛否両論が続いた。批判は主にジェリコーが19時15分に下した決定に集中した。シェアは戦艦部隊の退却を援護するために巡洋艦隊と駆逐艦隊に魚雷攻撃のため前進するように命令した。もしジェリコーが（事実と異なり）西に転じていれば、雷撃をかわしてドイツ艦隊を撃破出来たであろうか、という疑問が残る。ジェリコーの擁護者は、海戦史家Julian Corbettを含めて、すでに制海権を確立した後に敗北の危険を冒すことの愚かさに言及している。Corbettの公式戦争史である「海軍作戦」(Naval Operations) は次のような異例ともいえる否定的文章を含む、「いたずらに戦闘を欲すること、それを決定的なものにしようとすることは重要ではないということは海戦の戦術で重要な原則であるが、これに全く反するものの見方をする人が多いようだ (Their Lordships find that some of the principles advocated in the book, especially the tendency to minimise the importance of seeking battle and forcing it to a conclusion, are directly in conflict with their views.）」。
各自が海戦の結果をどのように評価しようとも、それに賭けられていたものは恐るべきものであり、ジェリコーにかかっていたプレッシャーはとてつもないものだった。かつての海軍大臣チャーチルは海戦を評して、「ジェリコーは半日で戦争を敗北に終わらせることの出来る唯一の人間だった」としている。また、ジェリコーへの批判は同時にシェアへの評価を落とすことにもなっている。シェアは決戦を避けることにより艦隊を保全することを決意したのであり、退却戦において優れた技量を発揮したのであった。

### ビーティーの行動
イギリス艦隊が完全な勝利を逃したことについてビーティーの行動を批判する一派も存在する。ビーティーの勇敢さに疑問の余地は無かったが、ドイツ艦隊との交戦でビーティーがとった処置のため海戦は危うく敗北に終わるところであった。イギリス艦隊の損失の大半はビーティーの戦隊である。その日に失われた三隻の主力艦はいずれもビーティーの指揮下にあった。ビーティーはその巡洋戦艦をその設計目的にそぐわない戦闘に投入した。それらは対巡洋艦作戦に用いられるためのものであり、大きく強固に装甲された弩級戦艦との直接交戦のためのものではない。弩級戦艦との砲戦で巡洋戦艦は決定的に不利である。
加えて、ビーティーの戦闘行動が統制がとれていなかったこともしばしば批判される。ビーティーは明らかに海戦において緻密な指揮統制が重要とは考えていなかったようである。ビーティーは巡洋戦艦「ライオン」に座乗していたが、途中で他の4隻の巡洋戦艦との接触を失ってしまった。ビーティーの12インチ砲搭載の巡洋戦艦はドイツの11インチ砲搭載巡洋戦艦より射程が長かったにもかかわらず、ビーティーはドイツ艦隊の砲術が威力を発揮する距離まで距離を詰めてしまった。一方でビーティーの巡洋戦艦の砲術は訓練不足から今一つで、「南走」（The Run to the South）において重大な影響をもたらした。ただし、別の見解によれば、ビーティーの主力は13.5インチ砲搭載であった。またドイツ艦隊もリュッツオウ、デアフリンガーは12インチ砲搭載だった。また射程距離は必ずしも口径によらず、ドイツ艦砲の短射程は仰角が小さいことが主因である。
この戦いの間、ビーティーは「我々の呪われたフネは、今日は何かがおかしいようだ」（There seems to be something wrong with our bloody ships today.）という有名な発言をしている。ビーティーが非難を他人になすりつけていること自体に賛否両論がある。巡洋戦艦の指揮がまずく、第5部隊をなおざりにし、戦闘の準備が不適当だったとは言え、攻撃精神が不十分だったという点で、ビーティーはジェリコーを非難する理由がある。一方で、この戦いの間ビーティーとアーバスノットは敵に突撃するという愚行を犯している。

## 日本における表記・読み方
日本において海戦名が書かれる場合は、「ユトランド（沖）海戦」、「ジュットランド（沖）海戦」等、表記が文献によって様々である。